# Крка (приток Савы)
Крка (словен. Krka) — река в Словении, в регионе Доленьска, правый приток Савы. Длина реки — 94,6 км, её исток расположен на высоте 312 м над уровнем моря, устье — на высоте 141 м. Площадь бассейна 2284 км².
Исток Крки расположен на юго-восток от столицы страны Любляны. На реке расположен единственный крупный город — Ново-Место. Недалеко от города на реке расположен остров с замком Оточец. Крка впадает в Саву около хорватской границы в городе Брежице.
В честь реки названа крупнейшая словенская фармацевтическая фирма — Krka, расположенная в Ново-Месте.
Была известна Страбону под именем «Korkoras».